# Biel (quận)
Quận Biel (tiếng Đức: Amtsbezirk Biel; tiếng Pháp: District de Bienne) là một đơn vị hành chính cũ thuộc bang Bang Bern. Biel có diện tích 25 km², dân số theo thống kê của cục thống kê Thụy Sĩ năm 1999 là 51.201 người. Thủ phủ huyện đóng ở Biel. Mã bưu chính là 204.
Sau ngày 1 tháng 1 năm 2010, quận này sáp nhập vào hạt Biel, thuộc vùng lãnh thổ Seeland.